# Jocelyn Rae
Jocelyn Rae (Nottingham, 20 februari 1991) is een voormalig tennisspeelster uit Groot-Brittannië. Zij speelt rechtshandig. In 2009 won zij haar eerste ITF-enkelspeltitel, in Mytilini (Griekenland). Rae behaalde in het dubbelspel betere resultaten dan in het enkelspel.
In de periode 2011–2017 maakte Rae deel uit van het Britse Fed Cup-team – zij behaalde daar een winst/verlies-balans van 10–3.

## Posities op deWTA-ranglijst
Positie per einde seizoen:
| jaar | rang enkelspel | rang dubbelspel |
| ---- | -------------- | --------------- |
| 2008 | 746            | 412             |
| 2009 | 482            | 249             |
| 2010 | 611            | 243             |
| 2011 | 817            | 645             |
|      |                |                 |
| 2013 | –              | 486             |
| 2014 | –              | 93              |
| 2015 | –              | 76              |
| 2016 | –              | 85              |

## Resultaten grandslamtoernooien
| Legenda | Legenda                          |
| ------- | -------------------------------- |
| g.t.    | geen toernooi gehouden           |
| l.c.    | lagere categorie                 |
| –       | niet deelgenomen                 |
| G       | uitgeschakeld in de groepsfase   |
| 1R      | uitgeschakeld in de eerste ronde |
| 2R      | uitgeschakeld in de tweede ronde |
| 3R      | uitgeschakeld in de derde ronde  |
| 4R      | uitgeschakeld in de vierde ronde |
| KF      | uitgeschakeld in de kwartfinale  |
| HF      | uitgeschakeld in de halve finale |
| F       | de finale verloren               |
| W       | het toernooi gewonnen            |
| w-v     | winst/verlies-balans             |

### Enkelspel
geen deelname

### Vrouwendubbelspel
| toernooi        | 2008 | 2009 | 2010 | 2011 |    | 2014 | 2015 | 2016 | 2017 |
| --------------- | ---- | ---- | ---- | ---- | -- | ---- | ---- | ---- | ---- |
| Australian Open | –    | –    | –    | –    | –  | –    | 3R   | 1R   |      |
| Roland Garros   | –    | –    | –    | –    | –  | –    | 2R   | –    |      |
| Wimbledon       | 1R   | 2R   | 2R   | 1R   | 1R | 2R   | 1R   | 2R   |      |
| US Open         | –    | –    | –    | –    | –  | 1R   | –    | –    |      |

### Gemengd dubbelspel
| toernooi        | 2011 |    | 2014 | 2015 | 2016 | 2017 |
| --------------- | ---- | -- | ---- | ---- | ---- | ---- |
| Australian Open | –    | –  | –    | –    | –    |      |
| Roland Garros   | –    | –  | –    | –    | –    |      |
| Wimbledon       | 3R   | 2R | 1R   | 1R   | KF   |      |
| US Open         | –    | –  | –    | –    | –    |      |

## Palmares
| Legenda                 |
| ----------------------- |
| Grandslamtoernooi       |
| Olympische Spelen       |
| Year-End Championships  |
| Premier Mandatory       |
| Premier Five / WTA 1000 |
| Premier / WTA 500       |
| International / WTA 250 |
| Challenger / WTA 125    |

### WTA-finaleplaatsen enkelspel
geen

### WTA-finaleplaatsen vrouwendubbelspel
| nr.              | finale     | toernooi          | ondergrond | partner      | tegenstandsters                        | score            |         |
| ---------------- | ---------- | ----------------- | ---------- | ------------ | -------------------------------------- | ---------------- | ------- |
| gewonnen finales |            |                   |            |              |                                        |                  |         |
| geen             |            |                   |            |              |                                        |                  |         |
| verloren finales |            |                   |            |              |                                        |                  |         |
| 1.               | 2014-07-20 | WTA Båstad        | gravel     | Anna Smith   | Andreja Klepač María Teresa Torró Flor | 1-6, 1-6         | details |
| 2.               | 2015-06-15 | WTA Nottingham    | gras       | Anna Smith   | Raquel Kops-Jones Abigail Spears       | 6-3, 3-6, [9-11] | details |
| 3.               | 2016-09-17 | WTA Japan (Tokio) | hardcourt  | Anna Smith   | Shuko Aoyama Makoto Ninomiya           | 3-6, 3-6         | details |
| 4.               | 2017-06-18 | WTA Nottingham    | gras       | Laura Robson | Monique Adamczak Storm Sanders         | 4-6, 6-4, [4-10] | details |